# Don Grosso
Pour les articles homonymes, voir Grosso (homonymie).
Don Grosso (né le 12 avril 1915 à Sault-Sainte-Marie, en Ontario, au Canada - mort le 14 mai 1985) est un joueur professionnel de hockey sur glace.

## Carrière
Il commence sa carrière en LNH en 1938 aux Red Wings de Détroit. Il rejoint les Black Hawks de Chicago en 1944 pour rejoindre en 1946 les Bruins de Boston. Il termine sa carrière en Ligue américaine de hockey en 1949 avec les Flyers de Saint-Louis.
Il meurt le 14 mai 1985